# Akysis bilustris

Akysis bilustris är en fiskart som beskrevs av Ng, 2011. Akysis bilustris ingår i släktet Akysis, och familjen Akysidae. Inga underarter finns listade. Artepitetet i det vetenskapliga namnet är bildat av det latinska ordet bilustris (varade i tio år). Det andra fyndet gjordes 10 år efter det första.
Individerna blir maximal 25 mm långa.
Arten förekommer i vattendrag i södra Laos och norra Kambodja. Den vistas i vattendrag med mjuk botten.
För beståndet är inga hot kända. Populationens storlek är okänd. IUCN kategoriserar arten globalt som otillräckligt studerad.